# An Riabhachan
Der An Riabhachan ist ein 1.129 m (3.704 ft) hoher Berg in den schottischen Highlands. Der gälische Name des als Munro eingestuften Gipfels bedeutet etwa Der Graugestreifte, der Graugescheckte.
Er ist Teil einer sich in Ost-West-Richtung erstreckenden Bergkette zwischen dem südlich gelegenen Loch Mullardoch und dem nördlich im Glen Strathfarrar liegenden Loch Monar, die insgesamt vier Munros aufweist. Der An Riabhachan ist der zweithöchste Munro der Kette nach dem östlich benachbarten Sgùrr na Lapaich mit 1.150 m (3.773 ft) m Höhe. Durch den Bealach Toll an Lochain mit etwas über 820 m Höhe sind die beiden Bergmassive getrennt. Der An Riabhachan überragt gemeinsam mit den benachbarten Gipfeln das Nordufer von Loch Mullardoch. Er besitzt einen langgestreckten, massigen Aufbau mit einem breiten Gipfelgrat, der in etwa von Südwesten nach Nordosten verläuft und auf fast allen Seiten mit breiten grasigen Flanken abfällt. Der höchste, durch einen Cairn markierte Punkt liegt etwa in der Mitte des breiten Grats. An den Enden des Grats liegen im Nordosten und Südwesten jeweils namenlose flache Vorgipfel, von denen jeweils mehrere breite Grate ausgehen. Im Südwesten zweigt der breite Sròn na Frìthe in Richtung Südost ab, der fast bis an die Ufer von Loch Mullardoch führt. Auf seiner Ostseite besitzt der Sròn na Frìthe teils felsige und steile Partien, während er auf den anderen Seiten wie fast das gesamte Massiv von steilen Grashängen geprägt wird. Der Gipfelgrat selbst wendet sich nach Nordwesten zu einem weiteren flachen Vorgipfel, von dort wieder nach Südwesten, wo er sich bis auf den etwa 860 m hohen Bealach a’ Bholla absenkt, der zugleich der Übergang zum südwestlich benachbarten, 1.069 m (3.507 ft) hohen An Socach ist. Nördlich des Bealach führt ein Grat nach Nordwesten, der zusammen mit dem Gipfelgrat des An Riabhachan das steile Coire Riabhachain umschließt. Am nordöstlichen Ende des Gipfelgrats zweigt ein kurzer Grat nach Norden ab, der sich bald nach Osten wendet und im Meall Garbh auf etwa 850 m Höhe endet. Der Gipfelgrat selber wendet sich nach Osten in Richtung des Bealach Toll an Lochain. In diesem Bereich fällt er auf der Nordseite mit steilen Felswänden, den Creagan Toll an Lochain, in das Toll an Lochain mit seinen zwei Bergseen, dem Loch Beag und dem Loch Mòr, ab. 

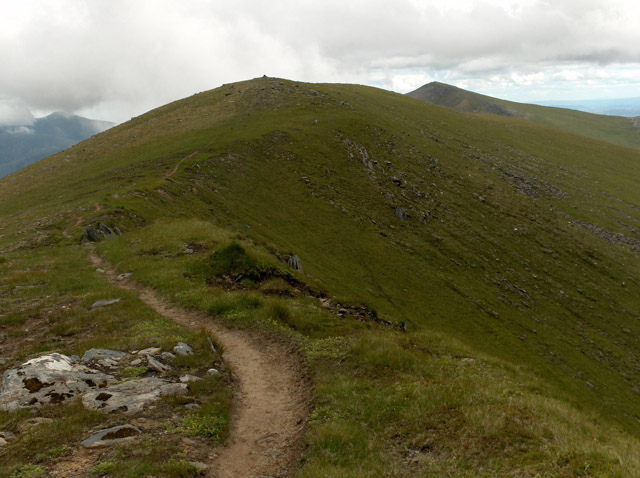
Auf dem breiten Gipfelgrat des An Riabhachan, Blick zum nordöstlichen Vorgipfel, im Hintergrund der Sgùrr na Lapaich
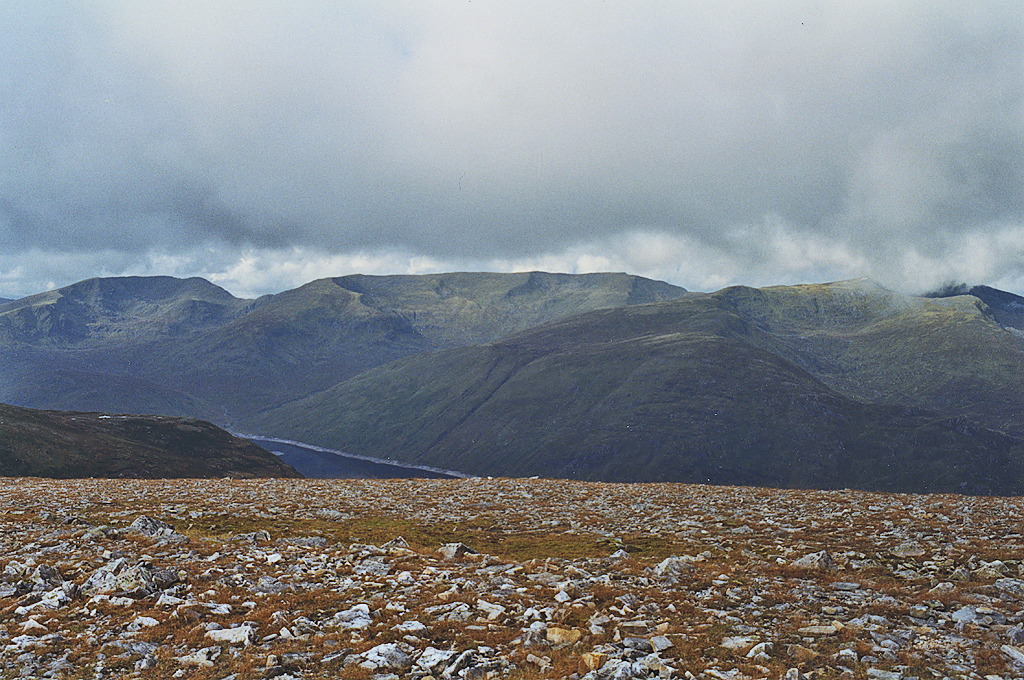
Blick vom südlich von Loch Mullardoch liegenden Toll Creagach nach Norden auf An Socach (links), An Riabhachan (Mitte) und Sgùrr na Lapaich (rechts)
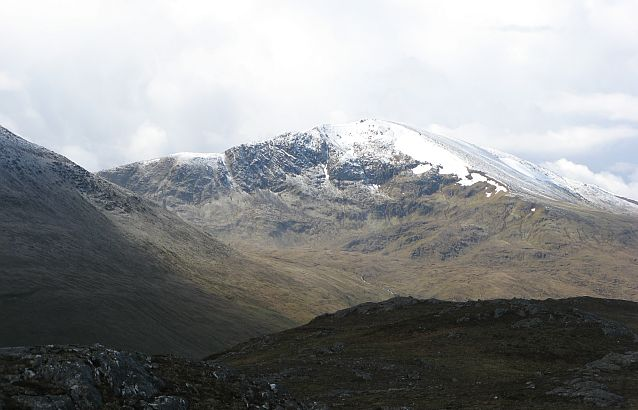
Blick von Norden auf die Wand der Creagan Toll an Lochain am Westende des An Riabhachan
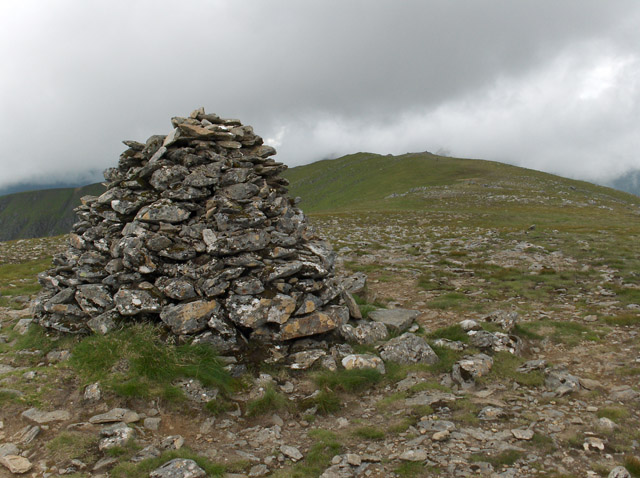
Der Cairn auf dem Gipfel des An Riabhachan

Erreichbar ist der An Riabhachan zum einen von Süden, wo das Ende der schmalen, von Cannich kommenden Straße an der Staumauer von Loch Mullardoch der Ausgangspunkt ist. Die meisten Munro-Bagger besteigen den Berg im Zuge einer Rundtour über alle vier Munros der Bergkette, beginnend mit dem Càrn nan Gobhar und weiter über den Südostgrat des Sgùrr na Lapaich. Über den Bealach Toll an Lochain besteht ein Übergang zum An Riabhachan. Dieser kann auch direkt vom Nordufer von Loch Mullardoch durch das Tal des Allt Socrach erreicht werden. Aus dem nördlich liegenden Glen Strathfarrar ist der An Riabhachan ebenfalls erreichbar. Ausgangspunkt ist hier das Straßenende östlich von Loch Monar, der Zustieg führt über den nach Norden auslaufenden Grat mit dem Meall Garbh, westlich der Felsen der Creagan Toll an Lochain. 